# Особняк П. П. Форостовского
Особняк П. П. Форостовского построен архитектором Карлом Шмидтом в 1900—1901 гг. для купца Павла Форостовского, владельца транспортно-экспедиторской фирмы, которая специализировалась на поставке товаров из Финляндии. Небольшое двухэтажное здание расположилось на 4-й линии Васильевского острова в Санкт-Петербурге. В нём находилась контора владельца, а также жилые комнаты.

## Описание
Это одно из первых зданий стиля модерн в Санкт-Петербурге. Асимметричный фасад здания вторит асимметрии плана. Левая часть фасада украшена высокой башней, тогда как правая имеет всего один этаж с застекленной крышей (там находился зимний сад). Средняя часть здания несколько удалена от тротуара. Эти приемы позволяют нарушить привычную плоскость городского фасада, заставляют думать, что особняк действительно стоит «особняком», хотя вплотную к нему слева и справа примыкают другие здания, и прохожий видит постройку только с одной стороны.
Асимметричность фасада рифмуется с преобладанием кривой линии в крупных ритмах здания: оконных проемах, пролетах арок, куполе и крыше эркера. Однако, эта линия, плавная и спокойная, одновременно и сглаживает беспокойный силуэт особняка. Стены здания покрыты облицовочной плиткой мягкого, светло-желтого цвета. Плитка напоминает о прежнем увлечении Шмидта «кирпичным стилем». Её оттеняют участки, облицованные «рваным», неполированным гранитом. Спокойствие ритма и цвета, укрощающих общую асимметрию здания, в свою очередь нарушается выразительностью многочисленных мелких деталей. В рисунке ограды, ворот, флагодержателей более явно проявляются характерные для модерна изогнутые, ломаные линии.
Особняк Форостовского — одно из лучших произведений Карла Шмидта. Несмотря на внешнюю сдержанность, оно также является одним из самых «европейских» зданий стиля модерн в Петербурге, приближаясь по духу к французской и бельгийской архитектуре ар-нуво.
В советские времена в здании находилась детская поликлиника. В настоящий момент бывший особняк занимает федеральное казенное учреждение «Упрдор Северо-Запад», филиал Росавтодора.
- Главный вход, башня
- Окно
- Арка и зимний сад
- Сад во внутреннем дворе
- Флигель во внутреннем дворе